# Boisleux-Saint-Marc
Boisleux-Saint-Marc is een gemeente in het Franse departement Pas-de-Calais (regio Hauts-de-France) en telt 208 inwoners (1999). De plaats maakt deel uit van het arrondissement Arras.

## Geografie
De oppervlakte van Boisleux-Saint-Marc bedraagt 3,3 km², de bevolkingsdichtheid is 63,0 inwoners per km². De Rue de la Marie loopt dwars door het dorp.
De onderstaande kaart toont de ligging van Boisleux-Saint-Marc met de belangrijkste infrastructuur en aangrenzende gemeenten.

## Demografie
Onderstaande figuur toont het verloop van het inwonertal (bron: INSEE-tellingen).